# Християнсько-демократичний союз — Чехословацька народна партія
Християнсько-демократичний союз — Чехословацька народна партія  (також Християнський і демократичний союз — Чехословацька народна партія, чеськ. Křesťanská a demokratická unie — Československá strana lidová, KDU — ČSL; часто скорочується до lidovci «народники») — політична партія християнсько-демократичного спрямування, що діє в Чехії. Лідером партії є Марек Виборний.
1919 року в Празі на базі створених ще до Першої світової війни Християнсько-соціальної партії та Католицької національної партії Моравії була заснована Чехословацька народна партія. Партія справляла помітний вплив у роки існування Першої Чехословаччини. Після окупації Чехословаччини Німеччиною голова партії Ян Шрамек став главою уряду Чехословаччини у вигнанні. В 1945 році партія увійшла до Національного фронту Чехословаччини. В 1946 році взяла участь у виборах в Національні збори, здобувши 15,64 % голосів і 46 місць. Після 1948 року ЧСНП не припинила свою діяльність, проте не відігравала серйозної ролі у політичному житті.
В 1992 році партія об'єдналася з Християнсько-демократичним союзом і змінила назву на нинішню. На парламентських виборах 1996 року партія виборола 8,1 % голосів і 18 місць у нижній палаті парламенту, на дострокових виборах 1998 року представництво партії було збільшено до 20 місць. У 2002 році партія брала участь на виборах з партією Союз свободи — Демократичний союз і завоювала 22 місця в парламенті. На виборах 2006 року партія отримала 7,2 % голосів і 13 місць. Партія традиційно займає позицію, подібну до ролі Вільної демократичної партії в політичному житті Німеччини — використовуючи своє становище третьої сили (не рахуючи Комуністичну партію Чехії і Моравії, що не входить у жоден сучасний уряд), партія входить у вигідніші для неї зараз коаліції. Так, у 2002 році партія увійшла до коаліції з Соціал-демократичною партією, а 2006 року — з їх опонентами, Громадянською демократичною партією.
На виборах до Європарламенту 2004 і 2009 років партія здобувала по 2 місця (відповідно з 24 і 22 місць, відведених для Чехії).
11 червня 2009 року була заснована близька за ідеологією ХДС — ЧНП партія TOP 09 — «Традиція Відповідальність Процвітання 09» (чеськ. Tradice Odpovědnost Prosperita 09), в яку перейшла частина членів ХДС — ЧНП.
На парламентських виборах 2010 року ХДС — ЧНП здобула 229 717 (4,39 %) голосів і не змогла отримати місця в парламенті. На парламентських виборах 2013 року партія зуміла зібрати 6,78 % голосів виборців і повернутися до парламенту з 14 депутатськими мандатами.